# Cabo Curuzú Cuatiá
Das Cabo Curuzú Cuatiá (spanisch) ist ein Kap an der Ostküste der Adelaide-Insel westlich der Antarktischen Halbinsel. Es liegt südöstlich des Hunt Peak und begrenzt nördlich die Einfahrt vom Cole Channel in die Stonehouse Bay.
Argentinische Wissenschaftler benannten sie. Namensgeber ist argentinische Stadt Curuzú Cuatiá in der Provinz Corrientes.